# Archives départementales des Landes
Les archives départementales des Landes sont un service du conseil départemental des Landes, chargé de collecter les archives du département français des Landes, de les classer, les conserver et les mettre à la disposition du public.

## Présentation
L'accueil au public se fait 25, place du 6e R.P.I.M.A., à Mont-de-Marsan, sur le site de l'ancienne caserne Bosquet dans le quartier de Nonères.

### Architecture
La partie moderne des Archives départementales ouvre en 2007. Son architecte est Nathalie Larradet. Des magasins de conservation d'une capacité de 17,5 km y sont aménagés. Côté extérieur, ses parois translucides laissent paraître des reproductions de documents anciens qui y sont conservés. Elle offre des locaux de travail, des salles d'exposition et de conférences, une salle de lecture. Les Archives départementales occupent également une aile réaménagée de l'ancienne caserne Bosquet, construite en 1876 et vendue en 2004 après de le départ de l'armée.

### Historique
L'absence de bâtiment destiné à la conservation des documents de l'administration entraîne la perte de nombreux documents, notamment pendant la Campagne de France de 1814. Pour y remédier, les Archives des Landes s'installent en 1818 dans les locaux de la  préfecture des Landes achevée cette même année. Il faut toutefois attendre 1839 pour que les Archives des Landes soient vraiment organisées, sous pulsion d'archivistes professionnels. Malgré des réaménagements successifs, des problèmes d'exiguïté commencent à se poser dès le début du XXe siècle. Le Conseil général des Landes prend alors la décision en 1952 de construire un bâtiment neuf destiné aux Archives. Achevé en 1956, il est situé impasse Montrevel. Plus moderne et fonctionnel, il offre 6 km de rayonnage répartis sur quatre niveaux, des bureaux et une salle de lecture de dix places. Il s'agrandit à nouveau en 1974 grâce à une extension vers l'est et une surélévation d'un étage, portant le rayonnage à 10 km et permettant l'ajout de salles d'exposition, d'un laboratoire photographique et d'un atelier de reliure. Les Archives départementales déménagent à nouveau en 2007 dans les locaux qu'elles occupent de nos jours, sur le site de l'ancienne caserne Bosquet.
Début 2023, le site internet des archives départementales subit une mise à jour « qui lui fera changer d’époque », à l'aide de moteurs de recherche plus puissants, et grâce à la mise en ligne de 16 000 nouvelles images numérisées, dont « des sources sur l’histoire des familles dans le département, des archives consacrées aux revendications des Landais du XVIIIe au XXe siècle, 
des registres liés aux détenus du XIXe siècle et des plans d’édifices départementaux ».

## Directeurs
- 1795-1800 : Blousson
- 1800-1817(?) : Jean-Pierre Sentez
- 1817(?)-1829(?) : Vincent
- 1830-? : Sazy
- ?-1839 : Bezin
- 1839-1861 : Jean-Édouard Bertrand
- 1861-1898 : Henri Tartière
- 1898-1925 : Raymond Teulet (d)
- 1925-1928 : Marcel Gouron
- 1928-1931 : Paul Aimès (d)
- 1931-1938 : Michel Le Grand (d)
- 1938-1949 : Joseph Mangin (d)
- 1949-1952 : intérim d'André Betgé-Brézets, archiviste en chef de la Gironde
- 1952-1966 : Henri Charnier (d)
- 1966 : Jean Cavignac
- 1966-1968 : Eugène Goyheneche
- 1968 : Jean Cavignac
- 1968-1972 : Mireille Massot (d)
- 1972-1976 : Michel Maréchal (d)
- 1977-1978 : Gérard Mauduech (d)
- 1978-1992 : Bernadette Suau
- 1992-2019 : Jacques Pons (d)
- Depuis 2019 : Alice Motte (d)

## Collections
Les archives conservent :
- Un herbier de 338 planches de phanérogames récoltées entre 1780 et 1820 dans le département[5].

## Pour approfondir